# Portogruaro
Portogruaro (Porto in veneto; Portogruer in antico veneziano, Puart in friulano) è un comune italiano di 24 411 abitanti della città metropolitana di Venezia in Veneto. La città è il centro di un comprensorio formato da 11 comuni, che assieme all'area del Sandonatese costituisce la cosiddetta Venezia Orientale.

## Territorio
La città di Portogruaro si sviluppa lungo le sponde del Lemene, un piccolo fiume di sorgiva che, grazie alla sua navigabilità, favorì l'insediamento urbano.
Il comune è collocato nel Veneto Orientale, anche se geograficamente (trovandosi ad est della Livenza) si troverebbe nel Friuli Occidentale. L'ambiente è pianeggiante e caratterizzato dalla ricchezza d'acqua, grazie alle numerose sorgive che alimentano corsi d'acqua, i quali da Nord scorrono verso la costa adriatica. Prima delle bonifiche otto-novecentesche, la fascia costiera era costituita da aree lagunari, che dal mare risalivano verso l'entroterra per circa 15–20 km e collegavano ininterrottamente la laguna di Venezia con quella di Marano.
Portogruaro si colloca, quindi, in un territorio di confine tra pianura e mare, tra Veneto e Friuli.

## Clima
Portogruaro, secondo la classificazione dei climi di Köppen, gode di un tipico clima temperato delle medie latitudini, piovoso o generalmente umido in tutte le stagioni e con estati molto calde.
Le precipitazioni si concentrano nei periodi compresi tra marzo e maggio, con un leggero calo nei mesi estivi, e un riacutizzarsi nel periodo compreso tra ottobre e novembre inoltrato.
Gli inverni sono molto freddi e di frequente vi è il fenomeno della nebbia, tipico della Pianura Padana. Le estati sono generalmente calde, e si caratterizzano essenzialmente per l'elevato tasso di umiditá, associato quindi a condizioni di afa ma al contempo anche a frequenti passaggi temporaleschi anche violenti.

## Impianto urbanistico
La città ha una struttura a pettine con le due arterie principali che corrono parallele al corso del fiume. Delle mura rimangono solo tre delle cinque porte che permettevano l'accesso alla città: San Gottardo, Sant'Agnese e San Giovanni. È perfettamente riconoscibile il fossato perimetrale, che ancora oggi circonda il centro storico.

## Origini del nome
Il toponimo deriva da porto, appellativo che risale a dopo il 1140, e Gruaro, nome di un comune vicino che un tempo controllava la zona, infatti in origine Portogruaro era il porto fluviale di Gruaro per i commerci. È attestato nell'anno 1184 come Plebem de Portogruari e nel 1191 come sub Portogruario.

## Storia

### Medioevo
In epoca classica il territorio era attraversato da un'importante strada romana, la Via Annia. Portogruaro, con ogni probabilità, sorse sul sito di una villa rustica dipendente dalla vicina Iulia Concordia. Il primo documento che menzioni il centro urbano è un diploma di conferma dei diritti feudali all'abbazia di Sesto al Reghena sottoscritto dal re d'Italia Berengario del Friuli a Mantova il 21 marzo 888, quando si ricorda per la prima volta una curtis denominata de Villa, in possesso dell'abbazia di Santa Maria in Silvis, sita all'incrocio dei fiumi Reghena e Lemene. Nella prima metà del X secolo la curtis de Villa fu devastata, come tutto il territorio diocesano, dalle invasioni ungariche (902 - 952). Probabilmente già prima della metà del X secolo gli imperatori germanici della dinastia ottoniana fecero ricostruire un castello fortificato, affidato al loro vassallo vescovo di Concordia, sul lembo di terra più stretto e facilmente difendibile tra i fiumi Lemene e Versiola, area individuata in quella a sud dell'asse chiesa di S. Cristoforo / palazzo Venanzio, sino alla "stretta", oggi via Mazzini, probabilmente da identificare con l'antica fossa saonara.
Il 10 gennaio 1140, con una convenzione livellaria, il vescovo Gervino, concesse in livello a Giovanni Venerio, Arpone, Bertaldo, Berigoio, Enrico Mosca, Giovanni Salimbene e ad altri "portolani", terram unam a monte del fiume Lemene, nel territorio di Gruaro, al fine di costruirvi case, magazzini per i prodotti agricoli e un porto fluviale, oggi identificabile con la frazione di Portovecchio. In quel documento il primo abitato sviluppatosi intorno al nucleo del castello è denominato Villanova. La chiusura del vecchio porto fatto sorgere in quel di Gruaro e il suo trasferimento più a valle nell'area suburbana di Portonovo, denominazione duecentesca della parrocchia di San Cristoforo, sviluppo meridionale del primitivo castello, determinò l'onomastica definitiva dell'insediamento. L'impianto urbanistico della città è a pettine, con due strade principali che si sviluppano parallelamente alle rive del Lemene: questa configurazione è tipica degli insediamenti germanici coevi costruiti lungo il corso di fiumi navigabili. Pertanto si può supporre che le influenze tedesche sul territorio siano state molto forti, come conseguenza della generale espansione degli interessi germanici nel nord Italia a partire dall'imperatore Ottone I. Un'ulteriore prova di queste influenze è la provenienza d'oltralpe della maggior parte dei vescovi concordiesi e dei patriarchi di Aquileia fino al basso Medioevo. Bisogna inoltre rilevare che, esattamente come nel caso delle città tedesche, Portogruaro amministrava uno spazio rurale ridotto e fondava la propria ricchezza soprattutto sul commercio.
Nel XII secolo, come dimostra la bolla di Urbano III, la città di Portum de Gruario, aveva una sua precisa connotazione economica e amministrativa; quest'ultima era esercitata dal vescovo Gionata.
Nel 1271, il 15 gennaio, circa centocinquanta uomini armati al soldo di Buonaccorsio Bardi, della famosa famiglia di banchieri fiorentini, tentarono di conquistare il Comune di Portogruaro. Il tentativo fallì, ma le conseguenze furono tragiche: molti documenti vennero distrutti nell'incendio del palazzo municipale.
Dieci anni dopo, a seguito delle guerre in Friuli, la città fu occupata per 32 mesi dalle truppe di Francesco da Carrara. Questo episodio mise in evidenza la necessità di chiedere un'annessione alla Patria del Friuli. I portogruaresi chiesero ufficialmente di stabilirsi sotto il veneto vessillo. Il senato veneziano approvò il 29 maggio 1420 il Privilegio di Portogruaro e da quel giorno i podestà arrivavano da Venezia. Il primo fu Zaccaria Bembo.

### Dal Rinascimento al Settecento - La Repubblica di Venezia
Con il governo della Serenissima Portogruaro ottenne una larga autonomia di tipo comunale e, oltre ai traffici dei prodotti delle campagne circostanti, i vantaggi commerciali concessi tra il Quattrocento ed il Cinquecento furono notevoli: monopolio del commercio del ferro diretto a Venezia, vendita del sale, controllo del transito delle merci verso i territori del Friuli e dell'Austria. Gli scambi con Venezia avvenivano su barca, lungo il corso del fiume Lemene e poi nella laguna veneta, invece verso la terraferma si sviluppava la rete stradale.
Gli scambi mercantili contribuirono a far diventare Portogruaro il centro più importante dell'area e intorno al 1500 la città conobbe un periodo di grande prosperità. Il censimento del 1548 permette di stimare la popolazione di Portogruaro in 3 700 abitanti, collocandola quindi fra le città più popolose della Patria del Friuli, escludendo Udine che deteneva il primato assoluto. Nel 1586 il vescovo di Concordia si trasferì a Portogruaro, la quale pertanto ottenne il titolo di civitas.
È datato 23 febbraio 1622 il primo documento che fa riferimento all'attività teatrale a Portogruaro.
Sulla riva sinistra vennero realizzati numerosi fondaci, tra cui quello con annessa dogana posto immediatamente fuori dalla cinta muraria. Vennero inoltre avviati importanti interventi di renovatio urbis, con la pavimentazione delle vie, la ricostruzione dei ponti del Rastrello e della Stretta, e la realizzazione da parte di Cima da Conegliano della pala d'altare del Duomo.
Sotto il governo della Serenissima Portogruaro faceva parte della Patria del Friuli, e amministrata dal rappresentante della Serenissima a Udine. Nel 1587 vengono ottenuti dei privilegi che consentono una maggiore libertà giudiziaria dal luogotenente udinese, e nel 1616 Portogruaro ottenne lo scorporo dalla Patria del Friuli e la dipendenza diretta dalla Repubblica. Il XVII secolo segna però anche l'inizio del declino economico della città, come conseguenza della crisi economica di Venezia e della maggiore competitività di altri territori di terraferma della Repubblica.
Nel 1789 viene costruito il Teatro Sociale, uno dei primi teatri all'italiana di tutto il Veneto.

### Dal Risorgimento ad oggi
Nel 1797, col Trattato di Campoformido, successivo alla Caduta della Repubblica di Venezia, Napoleone cede all'Austria il territorio della Repubblica, compresa Portogruaro, ma nel 1805 la città fu annessa al Regno d'Italia dell'Impero Francese.
Il 28 settembre 1810 con decreto napoleonico, Portogruaro viene aggregata al Dipartimento dell'Adriatico (Venezia). Le motivazioni che portarono i francesi a strappare questo territorio dal Dipartimento di Passariano, ovvero l'ente successore della Patria del Friuli, erano il rischio di rendere il Dipartimento Adriatico meno importante di quelli confinanti, in particolare del Dipartimento di Passariano (divenuto in seguito Provincia di Udine). Nel 1815 col Congresso di Vienna si sancì l'appartenenza degli ex territori della Repubblica di Venezia all'Impero Asburgico. La nuova amministrazione austriaca trasformò il Dipartimento di Passariano nella Provincia di Udine, alla quale restituì solo Aquileia. Infatti, all'ex Dipartimento Adriatico, divenuto Provincia di Venezia, rimase il Mandamento di Portogruaro. La motivazione di tale decisione era simile a quella francese.
In questo periodo la città di Portogruaro viene citata da Ippolito Nievo nella sua famosa opera Le confessioni di un italiano, in cui descrive i cittadini portogruaresi in modo ironico per la loro voglia di assomigliare ai signori veneziani.
Nel 1838 nasce l'Istituto Filarmonico Santa Cecilia, esistente ancora al giorno d'oggi con il nome di Fondazione Musicale Santa Cecilia.
Nel 1840 Francesco Luigi Camuffo trasferisce da Chioggia la sede del più antico cantiere navale del mondo, il cantiere navale Camuffo.
La dominazione austriaca dura fino al 1866, tranne la breve parentesi del 1848 quando anche in città, sulla scia dei moti rivoluzionari che percorrevano l'Europa negli anni della Restaurazione, si instaura per un breve periodo un regime repubblicano. Nel 1866, con la fine della terza guerra d'indipendenza italiana e la firma della pace di Vienna, Portogruaro col Veneto entra a far parte del Regno d'Italia, e continuerà a gravitare in ambito veneziano.
Come coronamento dell'intensa attività teatrale presente nella città fin dal 1600, un gruppo di cittadini benestanti finanzia la costruzione del Teatro Sociale, all'epoca Teatro Accademico.
Nel 1886, con il completamento del tratto ferroviario tra San Donà e Portogruaro, la città è collegata a Venezia, e il 18 ottobre 1897 venne inaugurato anche il tratto che permette di raggiungere Trieste.
Nel 1900 un comitato locale, appoggiato dall'Associazione Agraria friulana, stanziò i fondi per la costruzione di una fabbrica di concimi chimici, la "Perfosfati". L'industria fu fondamentale per lo sviluppo economico del portogruarese, e continuò a produrre fino alla fine del secolo. L'edificio storico, sorto nei pressi della stazione, è un esempio delle prime costruzioni in cemento prefabbricato.
Nei primi del Novecento vengono creati i primi tavoli tecnici per l'organizzazione delle bonifiche, che saranno attuate negli anni a venire. Oltre alle opere di canalizzazione viene inaugurato l'acquedotto che fornisce tutta la città.
Nella prima guerra mondiale dal 24 maggio 1915 era sede del I Gruppo fino a giugno.
Dal 1959 al 1991 è stata la sede presso la caserma "Luciano Capitò" di unità e del quartier generale della 3ª Brigata missili "Aquileia". Attualmente la caserma Capitò ospita il 5º Reggimento artiglieria terrestre "Superga".
Nel 1974 Portogruaro perse il rango di città episcopale a seguito della traslazione della residenza del vescovo di Concordia da Portogruaro a Pordenone.

### Simboli
Lo stemma di Portogruaro era stato riconosciuto con decreto del capo del governo del 4 febbraio 1935 in seguito modificato con regio decreto n. 180 del 2 agosto 1943.
(R.D. del 2 agosto 1943)
Con decreto del presidente della Repubblica del 2014 lo stemma è stato modificato con l'aggiunta degli ornamenti da Città.
(D.P.R. del 22 settembre 2014)
Il gonfalone è un drappo di bianco con la bordatura di rosso.

## Monumenti e luoghi d'interesse

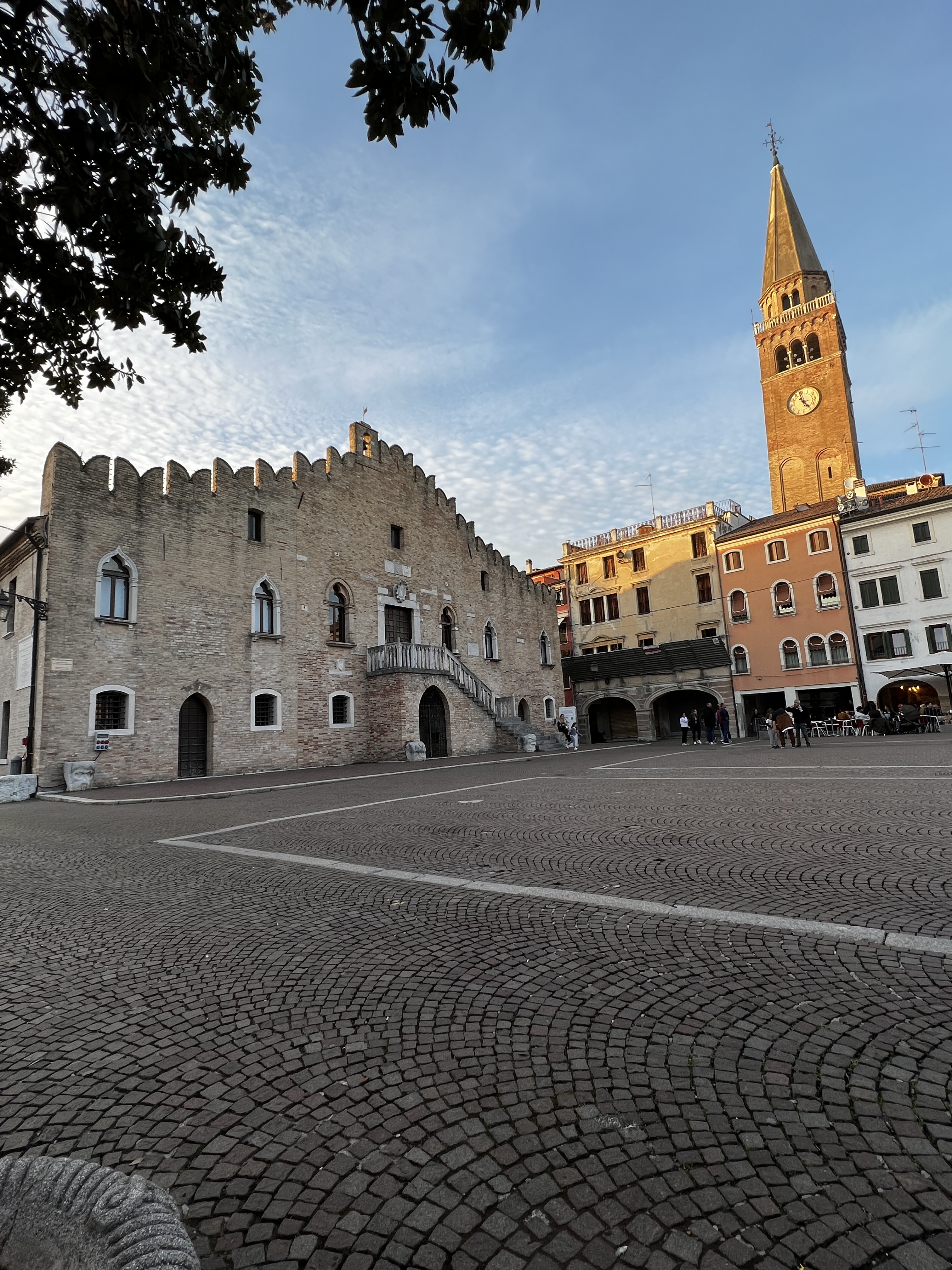
Piazza della Repubblica, Municipio e campanile

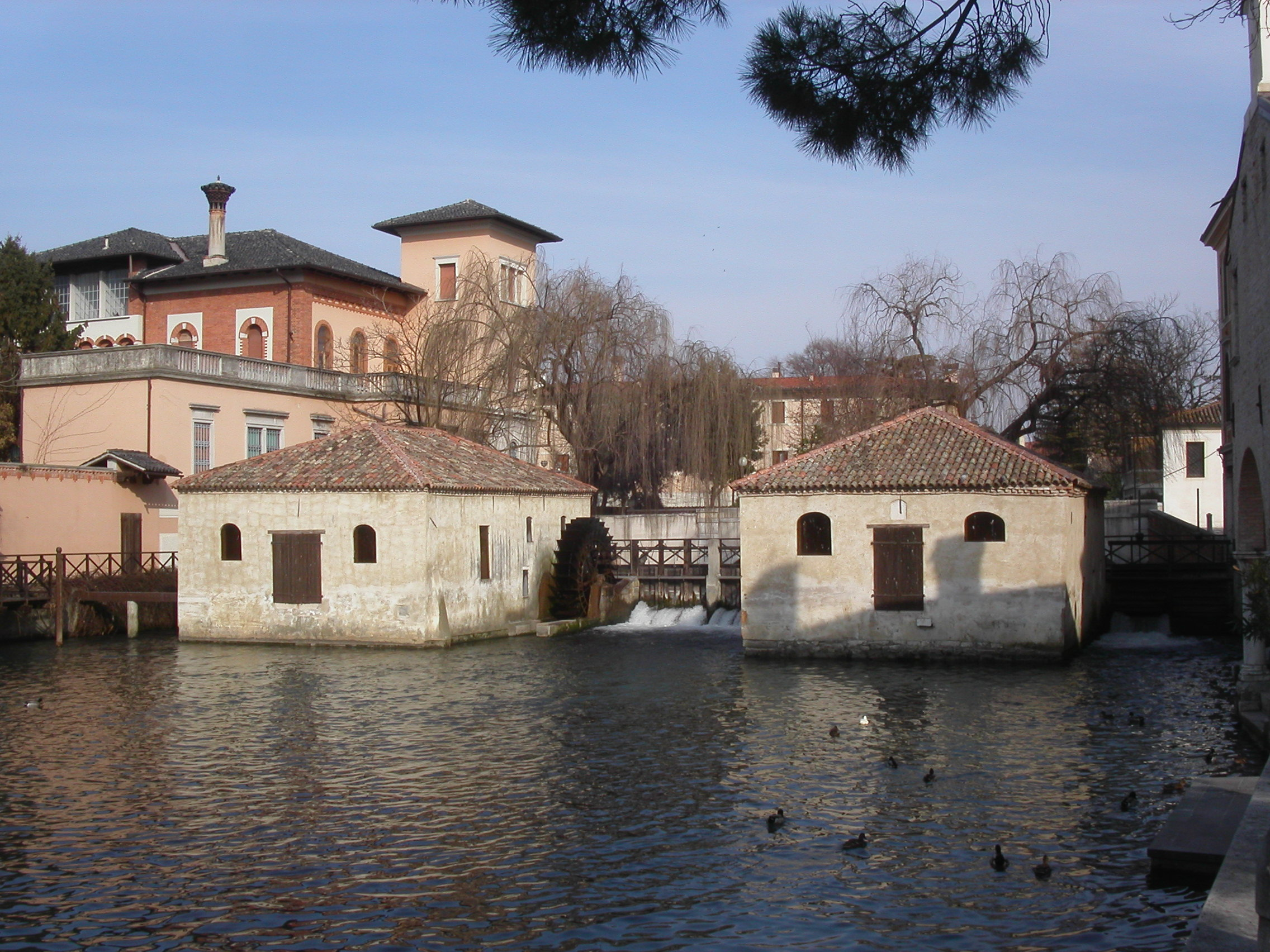
Molini sul Lemene.

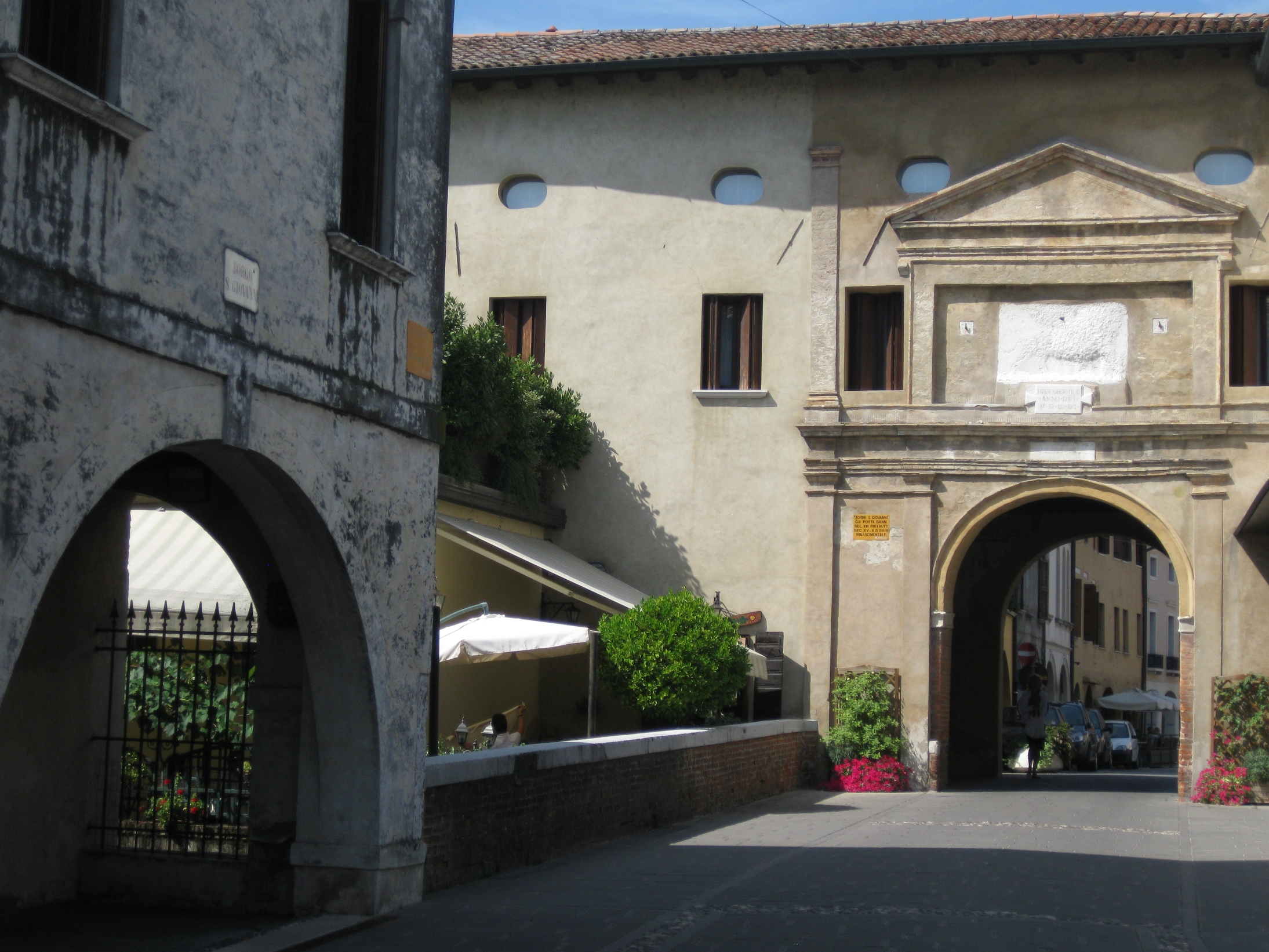
Porta San Giovanni Portogruaro

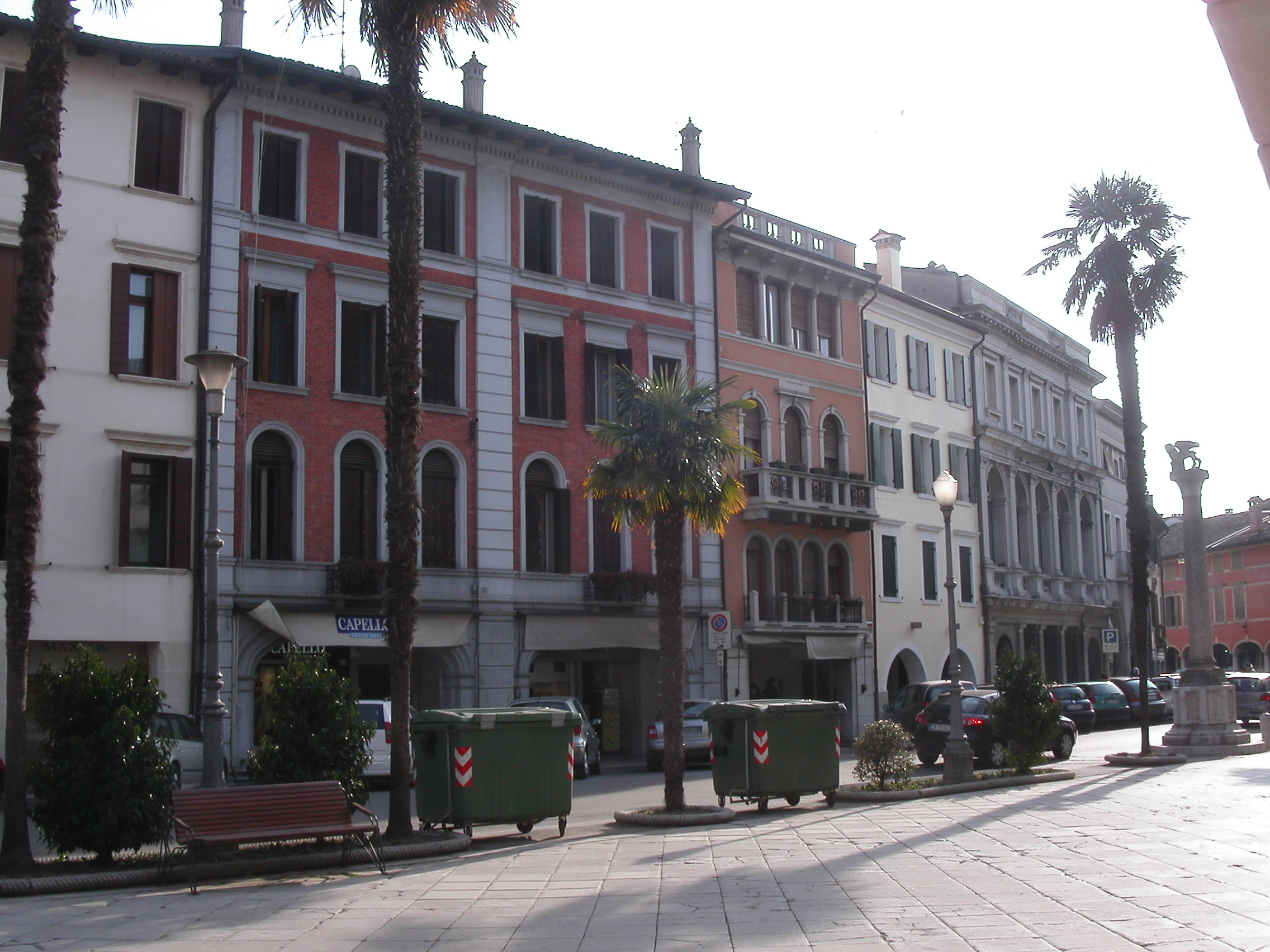
Corso Martiri della Libertà - Centro Storico.

### Architetture religiose
- Abbazia di Summaga (XI secolo)
- Chiesa di Santa Maria della Purificazione, nella frazione di Portovecchio
- Duomo e Torre campanaria
- Chiesa di San Luigi
- Chiesa di Sant'Agnese (XIII secolo)
- Chiesa di San Giovanni (1338)
- Chiesa dei Santi Cristoforo e Luigi (XIII secolo)
- Oratorio della Visitazione
- Oratorio della Madonna della Pescheria

### Architetture civili
- Collegio vescovile
- Molini sul Lemene (XII secolo)
- Loggia comunale o Municipio (1372, ampliamento corpi laterali 1512), è costruito "in mattone rosso con merli ghibellini e monofore archiacute"[15].
- Villa comunale (1545)
- Palazzo Scarpa Bonazza Buora
- Palazzo Venanzio
- Palazzo Impallomeni (XV secolo)
- Palazzo de Götzen (XV secolo)
- Palazzo Dal Moro (XIV-XV secolo)
- Palazzo Muschietti (XV secolo)
- Palazzo Marzotto
- Palazzo vescovile
- Palazzo Pari
- Palazzo Fasolo
- Porte cittadine di San Gottardo, di Sant'Agnese, di San Giovanni

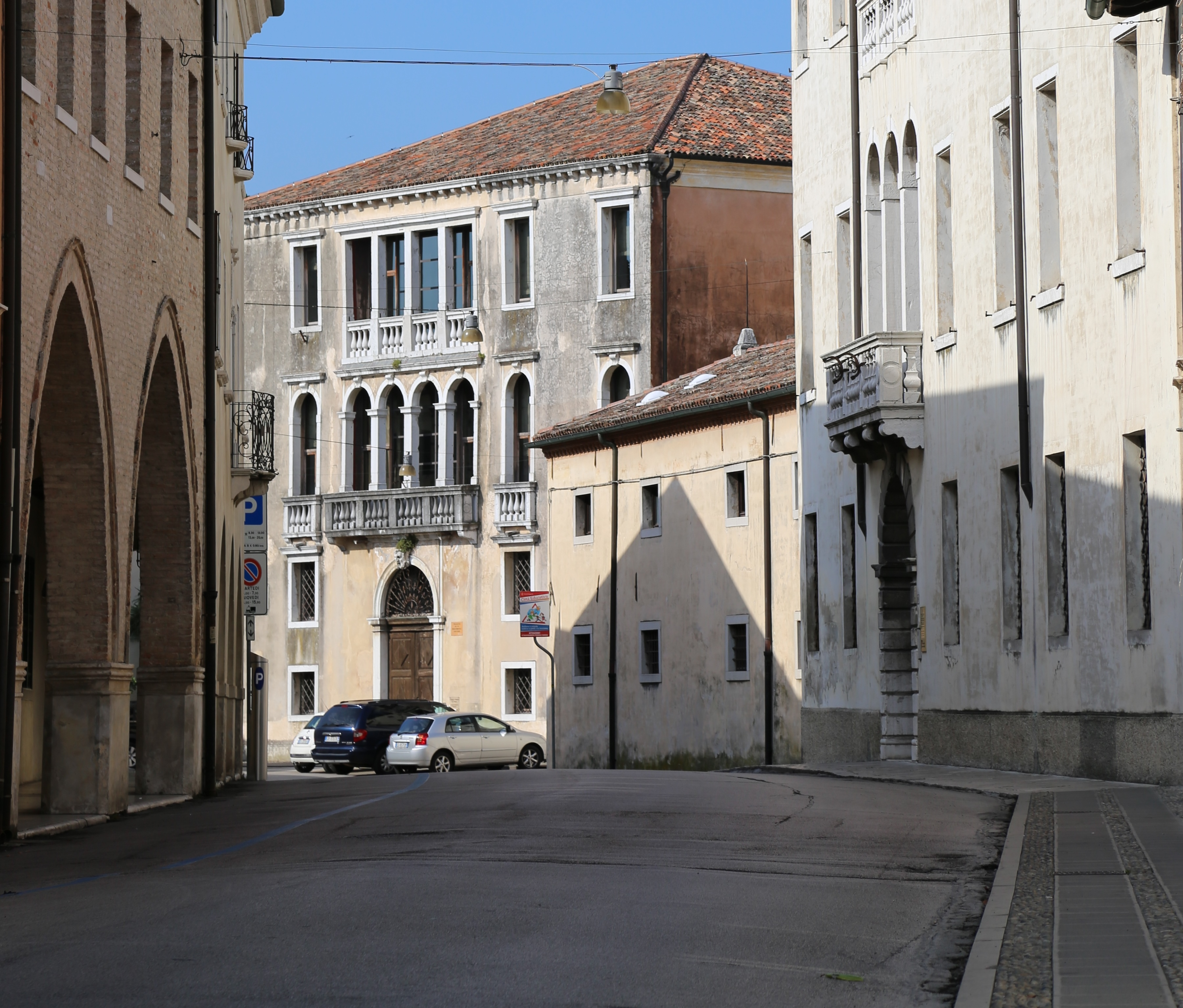
Palazzo Venanzio - Portogruaro

- Ex Perfosfati
- Villa Bombarda
- Teatro Luigi Russolo

### Architetture militari
- Caserma "Luciano Capitò", costruita alla fine del 1950 è stata sede di reparti della 3ª Brigata missili "Aquileia", un'unità a capacità nucleare dell'esercito italiano e successivamente del Reggimento artiglieria pesante "Superga".

### Monumenti
- Ponte di Sant'Andrea (1353, ricostruito in pietra nel 1554)
- Monumento ai Caduti (1928)
- Giardini Ippolito Nievo, o dell'Abbazia (1931)
- Pozzetto di Pilacorte o delle Gru (1494)
- Monumento Il ceppo torna a fiorire, piazza dell'Ospedale, opera di Pierino Sam

### Aree naturali
- Parco della Pace (Ex Parco Marzotto)[16]
- Giardino Botanico di Via Villastorta

## Società

### Evoluzione demografica
Abitanti censiti

### Etnie e minoranze straniere
Al 31 dicembre 2023 gli stranieri residenti nel comune sono 1 995, ovvero il 8,2% della popolazione. Di seguito sono riportati i gruppi più consistenti:
1. Romania, 442
2. Marocco, 204
3. Albania, 202
4. Ucraina, 160
5. Moldavia, 86
6. Cina, 83
7. Egitto, 81
8. Serbia, 69
9. Nigeria, 63
10. Kosovo, 59

### Lingue e dialetti
Il dialetto di Portogruaro è di tipo veneto (gruppo settentrionale), fortemente influenzato ancora oggi dal friulano, infatti alcuni elementi lessicali testimoniano come in città fosse un tempo parlata la lingua friulana. Quest'ultima sopravvive ancora in particolare nella frazione di Lugugnana.

## Cultura

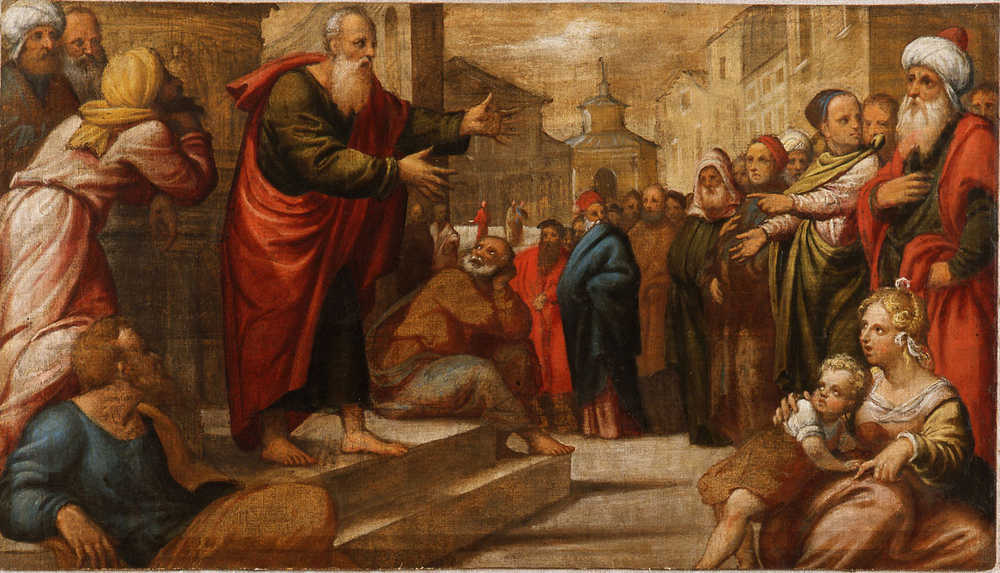
Dipinto raffigurante Sant'Andrea - Duomo

### Musei
- Museo archeologico nazionale concordiese, il primo museo "ad essere costituito in Veneto ed uno dei più antichi d'Italia"[21]
- Museo paleontologico "M. Gortani"
- Museo della Città di Torre Sant'Agnese
- Museo di economia aziendale
- Galleria Comunale di Arte contemporanea "Ai Molini"
- Casa Russolo: è uno spazio permanente dedicato al pittore e musicista futurista Luigi Russolo, nativo di Portogruaro

### Musica
- Festival Internazionale di Musica di Portogruaro "Estate Musicale" (dalla seconda metà del mese di agosto alla prima metà di settembre)[22][23]
- Fondazione Musicale Santa Cecilia

Dagli anni '80 si è sviluppata una vivace ed intensa attività musicale relativa al rock indipendente italiano, ben documentata dallo storico e musicista Giampiero Innocentin

### Poesia
- Piccolo Festival della poesia e delle arti notturne "Notturni Di_versi" (nei mesi di giugno e luglio, dal 2005)[25]

### Manifestazioni culturali
- PortoImmaginario, Festival di letteratura per bambini e ragazzi, dal 2021
- Orchestrazione, Rassegna di ricerca culturale con esposizioni, installazioni, eventi e performance, dal 1994[26]

## Istituzioni
Nella cittadina è presente un ospedale. Inoltre, si trova il Commissariato di Pubblica Sicurezza, i Carabinieri, la Guardia di Finanza, i Vigili del Fuoco e inoltre è presente una caserma militare.

## Geografia antropica

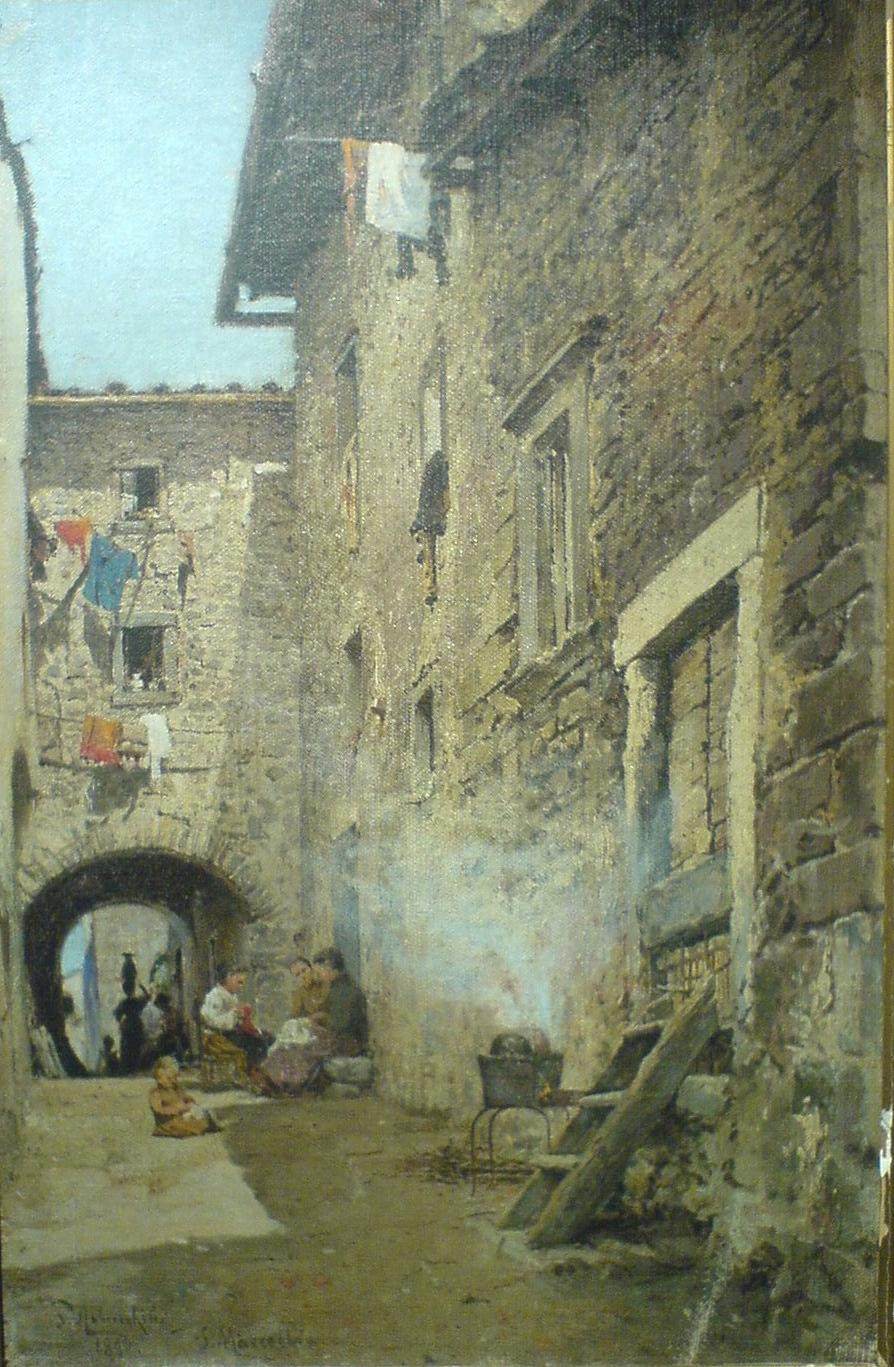
Dipinto raffigurante uno scorcio di Mazzolada

### Frazioni
- Giussago
- Lison
- Lugugnana (loc. Lugugnàna)
- Portovecchio (loc. Portovecio)
- Pradipozzo (loc. Praepòs)
- Summaga (loc. Sumaga)
- Mazzolada

#### Località
- Borgo San Nicolò
- Borgo Sant'Agnese
- Borgo San Giovanni
- Borgo San Gottardo
- Borgo Palù
- Frati
- Ronchi
- Marina di Lugugnana

## Economia

### Agricoltura
Nelle frazioni di Lison (che dà il nome al vino) e Pradipozzo vengono prodotti vini DOC esportati in tutto il mondo tra cui:
- Lison-Pramaggiore Merlot riserva
- Lison-Pramaggiore Cabernet riserva
- Lison-Pramaggiore Cabernet franc
- Lison-Pramaggiore Refosco dal peduncolo rosso
- Lison-Pramaggiore Verduzzo
- Lison-Pramaggiore Sauvignon
- Lison-Pramaggiore Chardonnay
- Lison-Pramaggiore Merlot
- Lison-Pramaggiore Cabernet
- Lison-Pramaggiore Pinot Bianco
- Lison-Pramaggiore Tocai italico
- Lison-Pramaggiore Pinot grigio
- Lison-Pramaggiore Cabernet sauvignon
- Lison-Pramaggiore Riesling italico
- Lison-Pramaggiore Tocai italico classico
- Lison-Pramaggiore Merlot rosato
- Lison-Pramaggiore Cabernet sauvignon riserva
- Lison-Pramaggiore Cabernet franc riserva

Un'importante iniziativa turistica legata alla produzione di vini DOC nella Venezia Orientale è la Strada dei Vini DOC, un percorso turistico che attraversa le zone di produzione dei vini ed è ricca di percorsi legati alle tematiche enogastronomiche, naturalistiche e storiche del luogo.

### Industria
Nel territorio di Portogruaro non vi sono molte grandi industrie, le quali sono esclusivamente concentrate nella periferia nord della città, nei pressi del casello autostradale al confine con il comune di Gruaro.
L'industria più grande che ha mai prodotto nel territorio portogruarese è sicuramente la Perfosfati, il cui immenso capannone, situato nei pressi della stazione, è in corso di recupero da parte dell'ente comunale.
Dal 1840 ha sede a Portogruaro il Cantiere navale Camuffo, più antico cantiere navale al mondo.

### Servizi
Portogruaro è sede dell'Ospedale San Tommaso dei Battuti che gestisce tutta l'area dell'ex Mandamento di Portogruaro, appartenente all'ULSS 4 del Veneto Orientale; degno di nota è il reparto di Ortopedia che primeggia per la cura delle patologie dell'anca. Inoltre il nosocomio gestisce un Centro per la cura dei disturbi alimentari di livello nazionale ed è il punto di riferimento per il Pronto Soccorso di Bibione, aperto durante la stagione turistica.

### Turismo
La frequentazione turistica di Portogruaro è legata alle località balneari di Caorle e Bibione. Portogruaro è infatti una meta obbligata per raggiungere il mare e attira, soprattutto nelle giornate di mercato, molti turisti provenienti dalle spiagge. Oltre alle bellezze architettoniche è di forte richiamo anche il Festival della Musica.

## Infrastrutture e trasporti

### Strade

#### Autostrade
- Portogruaro è attraversata dall'Autostrada A4 Venezia-Trieste, ed è servita dal Casello autostradale di Portogruaro.
- Da Portogruaro parte l'Autostrada A28 che porta a Pordenone, Sacile e Conegliano.

#### Strade statali
- Portogruaro è attraversata dalla Strada statale 14 della Venezia Giulia.
- Strada Statale Postumia che collega Portogruaro a Vicenza.
- Strada Statale della Val di Zoldo e Val Cellina che parte da Portogruaro e termina a Colle Santa Lucia nella Provincia di Belluno.
- Strada Statale 463 del Tagliamento che collega Portogruaro a Gemona del Friuli.

#### Strade regionali e provinciali
Portogruaro è comodamente raggiungibile percorrendo diverse strade provinciali che la collegano alle città della costa.
- Strada Provinciale 42 Jesolana
- Strada Provinciale 67 San Stino di Livenza-Belfiore
- Strada Provinciale 67 Portogruaro-Fossa Contarina
- Strada Provinciale 68 Portogruaro-Cavanella Lunga
- Strada Provinciale 69 Torresella-Villa Marina(Marina di Lugugnana)
- Strada Provinciale 70 Portogruaro-Lugugnana-Brussa
- Strada Provinciale 72 Strada provinciale Portogruaro-Fossalta di Portogruaro-Alvisopoli
- Strada Provinciale 91 Portogruaro-Teglio Veneto
- Strada Provinciale 93 Strada provinciale Portogruaro-Udine, detta anche "Ferrata" perché costruita sul sedime di una ferrovia mai terminata.

### Ferrovie

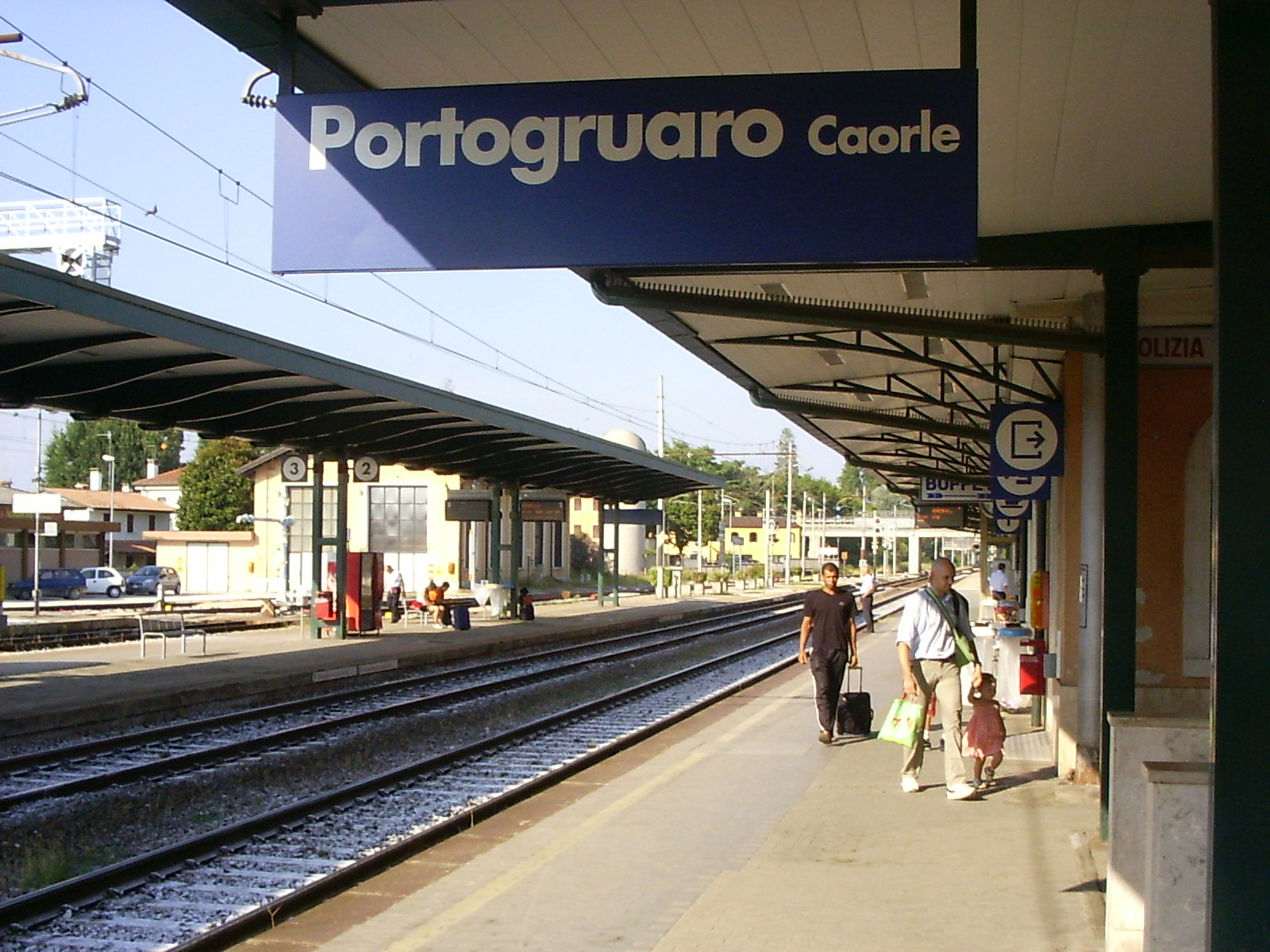
Stazione ferroviaria

Portogruaro è un importante snodo ferroviario ed è attraversata dalle linee ferroviarie Portogruaro-Casarsa, Portogruaro-Treviso e Venezia-Trieste.
Sul territorio comunale, lungo la linea Venezia-Trieste, è presente anche la Stazione di Lison, che serve l'omonima frazione.

### Mobilità urbana
Il servizio locale di trasporto pubblico è gestito dall'azienda di trasporto su gomma ATVO, che opera collegamenti in concessione per la città metropolitana di Venezia nel Veneto Orientale.
La città è inoltre servita da numerose compagnie di trasporto: Atap Pordenone (opera i collegamenti per Pordenone e San Vito al Tagliamento). SAF (linee extraurbane per Udine, Latisana e Lignano) 
MOM (linee per Treviso, Oderzo, Motta di Livenza.) La stazione degli autobus si trova di fronte alla stazione dei treni.

## Amministrazione

### Sindaci nominati dal CLN
| Periodo | Periodo | Primo cittadino   | Partito                   | Carica  | Note |
| ------- | ------- | ----------------- | ------------------------- | ------- | ---- |
| 1945    | 1945    | Francesco Fabroni | Partito Liberale Italiano | Sindaco |      |
| 1945    | 1946    | Marco Belli       | Partito Liberale Italiano | Sindaco |      |

### Sindaci dal 1946
| Nominativo                                           | Nominativo                                        | Partito / Coalizione                              | Periodo                                           | Elezione                                          |
| Sindaci eletti dal Consiglio comunale (1946-1995)    | Sindaci eletti dal Consiglio comunale (1946-1995) | Sindaci eletti dal Consiglio comunale (1946-1995) | Sindaci eletti dal Consiglio comunale (1946-1995) | Sindaci eletti dal Consiglio comunale (1946-1995) |
| ---------------------------------------------------- | ------------------------------------------------- | ------------------------------------------------- | ------------------------------------------------- | ------------------------------------------------- |
|                                                      | Luigi De Iseppi                                   | Partito Socialista Italiano                       | 1946                                              | 1946                                              |
|                                                      | Giovanni Battista Degani                          | Partito Socialista Italiano                       | 1946-1949                                         | (1946)                                            |
|                                                      | Eugenio Bittolo Bon                               | Partito Socialista Italiano                       | 1949-1951                                         | (1946)                                            |
|                                                      | Paolo Perrero                                     | Democrazia Cristiana                              | 1951-1956                                         | 1951                                              |
|                                                      | Giuseppe Pizzolitto                               | Democrazia Cristiana                              | 1956-1961                                         | 1956                                              |
|                                                      | Angelo Pasqualini                                 | Democrazia Cristiana                              | 1961-1965                                         | 1960                                              |
|                                                      | Paolo Perrero                                     | Democrazia Cristiana                              | 1965-1970                                         | 1964                                              |
|                                                      | Aldo Maganza                                      | Democrazia Cristiana                              | 1970-1975                                         | 1970                                              |
|                                                      | Francesco Scaramuzza                              | Partito Socialista Italiano                       | 1975-1977                                         | 1975                                              |
|                                                      | Lorenzo Gavagnin                                  | Partito Socialista Democratico Italiano           | 1977-1980                                         | (1975)                                            |
|                                                      | Giovanni Forte                                    | Democrazia Cristiana                              | 1980-1986                                         | 1980                                              |
| 1985                                                 | Giovanni Forte                                    | Democrazia Cristiana                              | 1980-1986                                         |                                                   |
|                                                      | Dino Moro                                         | Partito Socialista Italiano                       | 1986                                              | (1985)                                            |
|                                                      | Gastone Rabbachin                                 | Democrazia Cristiana                              | 1986-1990                                         | (1985)                                            |
| 1990                                                 | Gastone Rabbachin                                 | Democrazia Cristiana                              | 1986-1990                                         |                                                   |
|                                                      | Luigi Bagnariol                                   | Partito Socialista Italiano                       | 1990-1991                                         | (1990)                                            |
|                                                      | Gastone Rabbachin                                 | Democrazia Cristiana                              | 1991-1995                                         | (1990)                                            |
| Sindaci eletti direttamente dai cittadini (dal 1995) |                                                   |                                                   |                                                   |                                                   |
|                                                      | Gastone Rabbachin                                 | Centro-sinistra                                   | 1995-2004                                         | 1995                                              |
| 1999                                                 | Gastone Rabbachin                                 | Centro-sinistra                                   | 1995-2004                                         |                                                   |
|                                                      | Antonio Bertoncello                               | Centro-sinistra                                   | 2004-2009                                         | 2004                                              |
| 2009                                                 | Antonio Bertoncello                               | Centro-sinistra                                   | 2004-2009                                         |                                                   |
|                                                      | Antonino Gulletta (Commiss. prefettizio)          | -                                                 | 2009-2010                                         | -                                                 |
|                                                      | Antonio Bertoncello                               | Centro-sinistra                                   | 2010-2015                                         | 2010                                              |
|                                                      | Maria Teresa Senatore                             | Centro-destra                                     | 2015-2020                                         | 2015                                              |
|                                                      | Florio Favero                                     | Centro-destra                                     | 2020-2023                                         | 2020                                              |
|                                                      | Iginio Olita (Commiss. prefettizio)               | -                                                 | 2023-2024                                         | -                                                 |
|                                                      | Luigi Toffolo                                     | Centro-destra                                     | 2024-in carica                                    | 2024                                              |

### Gemellaggi
- Marmande, dal 1987
- Ejea de los Caballeros, dal 1987
- Teverola

## Sport

### Calcio
Ha sede nel  comune la società Portogruaro Calcio militante in Serie D. Nel 2010 ha partecipato per la prima volta nella sua storia al campionato di Serie B. 
A Portogruaro si trova anche una delle sedi dell'Associazione Italiana Arbitri che serve la zona "Basso Piave" che comprende i mandamenti di Portogruaro e San Donà.

### Ciclismo
Portogruaro è la città natale di Roberto Amadio e di Pier Giovanni Mecchia. All'interno dello stadio comunale intitolato a quest'ultimo è presente uno dei pochissimi velodromi italiani realizzati in cemento.

### Pattinaggio a rotelle
Il gruppo Division di Portogruaro è stato campione regionale, nazionale, europeo e sei volte campione del mondo: nel 2009, 2013, 2014, 2015, 2016 e 2017.

### Pallavolo
Nel campionato 2017/2018 la squadra maschile della Pallavolo Portogruaro è stata promossa in serie B, mentre la squadra femminile milita in serie C.

### Basket
Portogruaro è sede della Pallacanestro Portogruaro, la prima squadra, dopo aver militato negli anni scorsi in C regionale, compete ora nel campionato di Serie D.

### Nuoto
Portogruaro possiede un'importante piscina, punto di riferimento della Venezia Orientale. Questo impianto è il luogo di allenamento del Centro Nuoto Portogruaro e della U.S.D. Hydros, società formata dall'unione, a partire dalla categoria ragazzi, delle squadre agonistiche di Portogruaro, Treviso, Oderzo e Castelfranco Veneto.